# Ares I-X

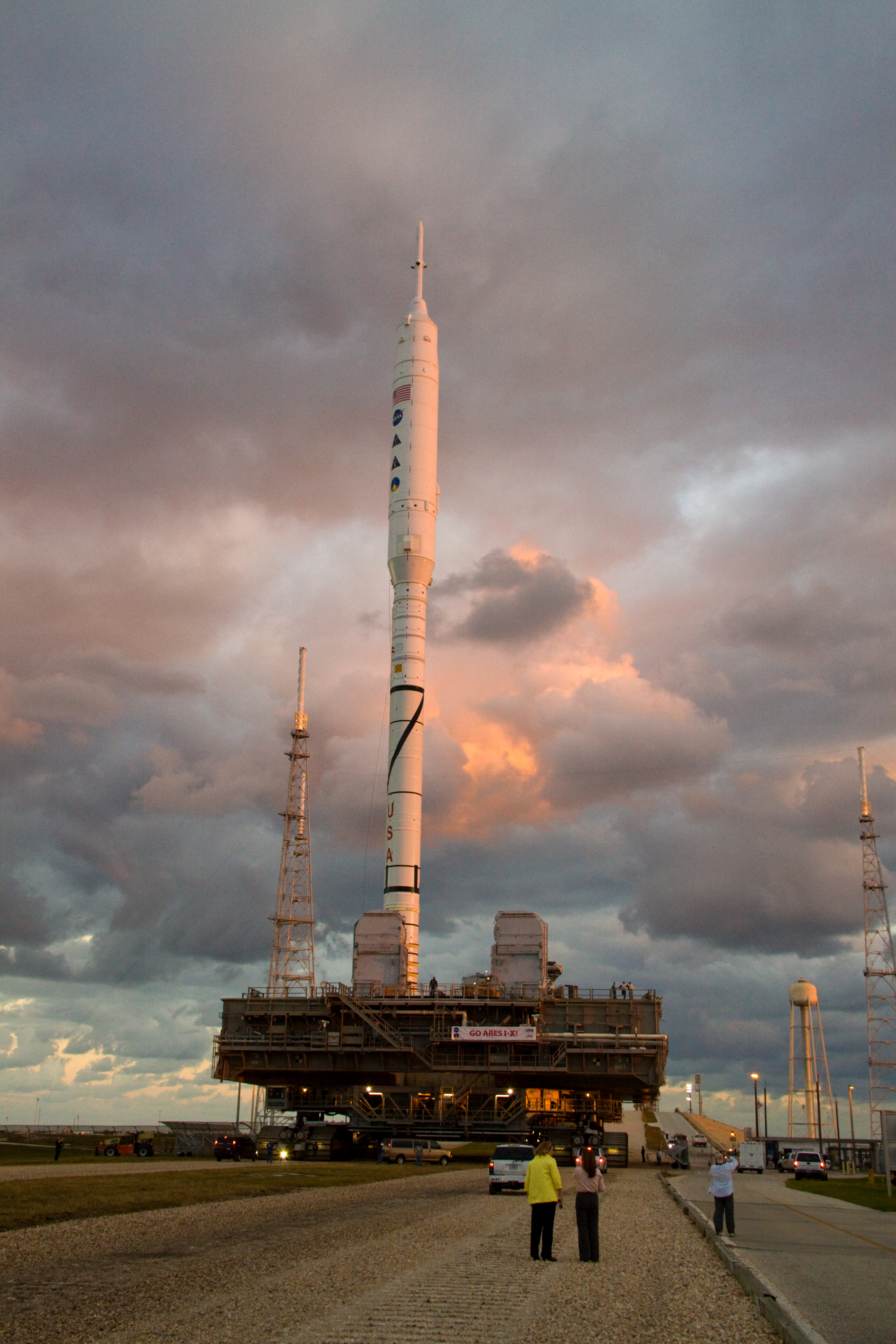
Foguete Ares I na Plataforma 39B

Ares I-X foi o único voo de teste no programa Ares, que seria o novo sistema de lançamento para voos espaciais tripulados, que estava em desenvolvimento pela agência espacial dos Estados Unidos, a NASA. Junto com o sistema de lançamento do Ares V e do módulo lunar Altair, Ares I e Orion eram partes do programa Constellation, que estava desenvolvendo veículos espaciais para voos tripulados dos EUA depois que a frota de ônibus espaciais fossem aposentados em 2010.
Os veículos Ares I tinham como proposta lançar veículos de exploração Orion tripulados. Os veículos utilizados para o teste de voo experimental Ares I-X seriam similares em forma, peso e tamanho à configuração planejada de Ares. Ares I-X foi programado para ter seu lançamento no dia 27 de outubro de 2009, sendo este o 48 º aniversário do primeiro lançamento do foguete  Saturno. No entanto, o lançamento do protótipo acabou sendo adiado por questões climáticas (incluindo ventos muito fortes) e outras condições de última hora. Um segundo atraso aconteceu quando a contagem regressiva estava em 39, devido ao fato de que um navio de carga entrou na área restrita reservada para o foguete em alto-mar. O lançamento acabou ocorrendo no dia 28 de outubro às 15h30 UTC.

## Objetivos
Ares I-X foi o único voo de teste do veículo de lançamento Ares I. Os objetivos do voo de teste incluíam:
- Demonstração do controle de um veículo similar dinamicamente usando o controle de algoritmos semelhantes aos utilizados para Ares I;
- Realização de uma separação, em voo / encenação de eventos entre uma Ares I-similar Primeira Etapa e um representante Estágio Superior;
- Demonstração da montagem e recuperação de uma Ares I como o primeiro estágio no Centro Espacial Kennedy;
- Demonstração da Primeira Fase de sequenciamento de separação, e medição da Primeira Etapa na entrada dinâmica atmosférica, além do desempenho de pára-quedas;
- Caracterização da magnitude do torque integrado no veículo todo.

O voo também tem vários objetivos secundários, incluindo:
- Quantificação da eficácia da primeira fase de desaceleração dos motores de reforço;
- Caracterização de ambientes induzido e de cargas no veículo durante a subida;
- Demonstração de um procedimento para determinar a posição do veículo para orientar o sistema de controle de voo;
- Caracterização das cargas induzidas sobre o teste de voo do veículo, enquanto estiver na plataforma de lançamento;
- Avaliação das potenciais localizações de acesso no voo;
- Avaliação do desempenho elétrico do cordão umbilical.

## Principais fatos
O lançamento do foguete Ares I para a missão de teste Ares I-X, ocorreu com sucesso no dia 28 de outubro de 2009, às 15h30 UTC. O voo com motor ligado durou dois minutos e a separação do primeiro estágio aconteceu quando o foguete chegou a uma altura de aproximadamente 40 km. A parte que se separou caiu no Oceano Atlântico, em um local seguro, enquanto o outro estágio seguiu seu curso onde tinha condições de chegar à altitude máxima de 50 km antes de, também, mergulhar de volta rumo ao oceano.

## Futuro
Em 1º de fevereiro de 2010, a administração Obama apresentou a proposta de  orçamento para o ano de 2011, no qual desistia do programa Constellation, cancelando os fundos para este programa e defendendo a participação da iniciativa privada na criação de naves espaciais para o transporte de astronautas para a órbita terrestre baixa.